# 布达城堡

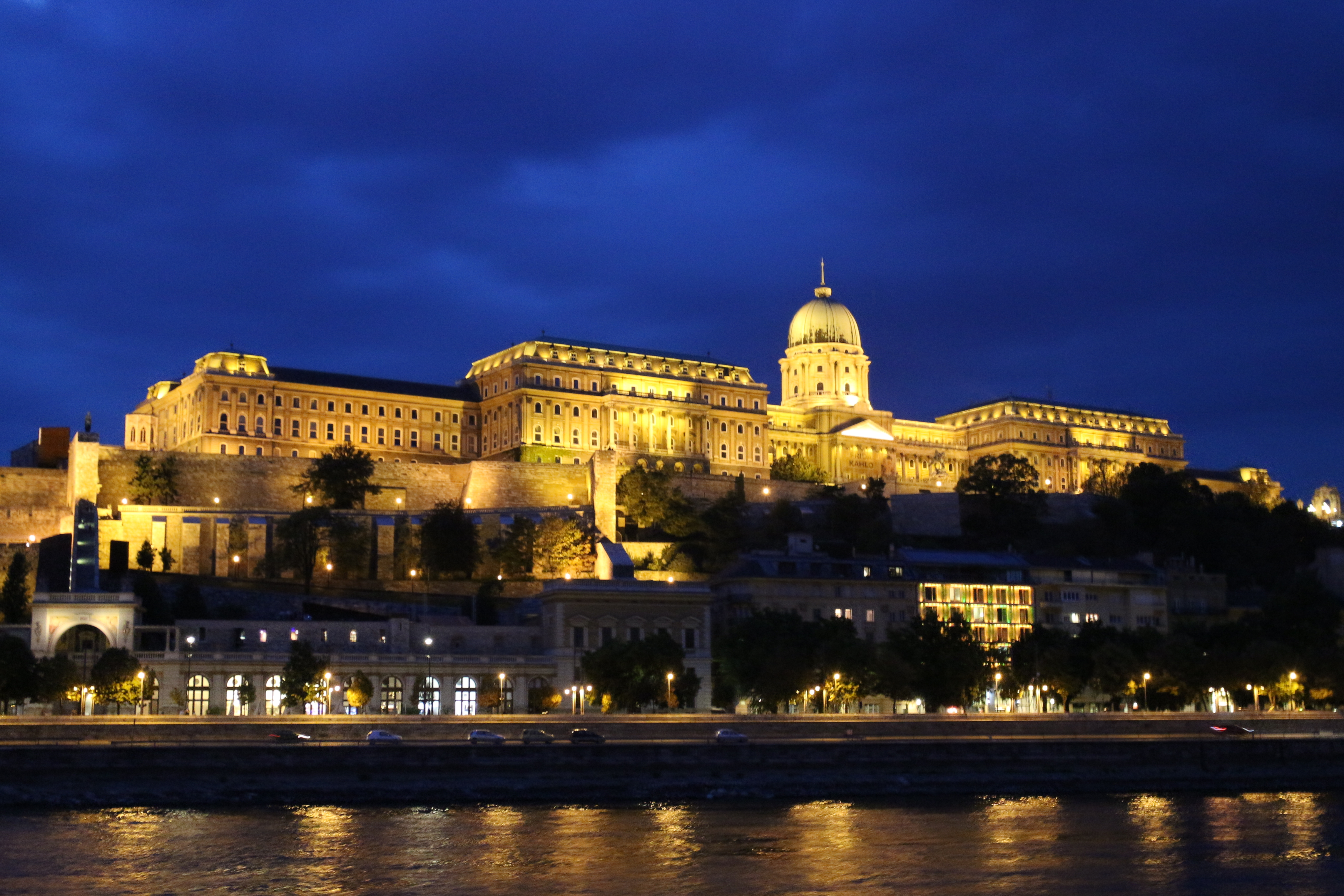
夜晚的布達城堡

布達城堡（匈牙利語：Budavári Palota），原来也称作“王宫”（匈牙利语: Királyi-palota）或“王家城堡”（匈牙利语: Királyi Vár），位于匈牙利布達佩斯城堡山之上，占整區域的3分2面积。布达城堡始建於1247年，匈牙利國王貝拉四世為了抵禦蒙古金帳汗國的入侵而興建。其後神圣罗马帝国皇帝西吉斯蒙德將原來的建築物改建為哥特式王宮。1541年至1686年期間，鄂圖曼土耳其佔領了布達佩斯，布達城堡被用作軍營及清真寺。直至17世紀，哈布斯堡王朝趕走了土耳其，布達城堡被重建成巴洛克式。現時布達城堡成為了匈牙利國家美術館，供遊人欣賞。布達城堡於1987年被聯合國教科文組織列入世界遺產。